# Aglomeración urbana de Sevilla

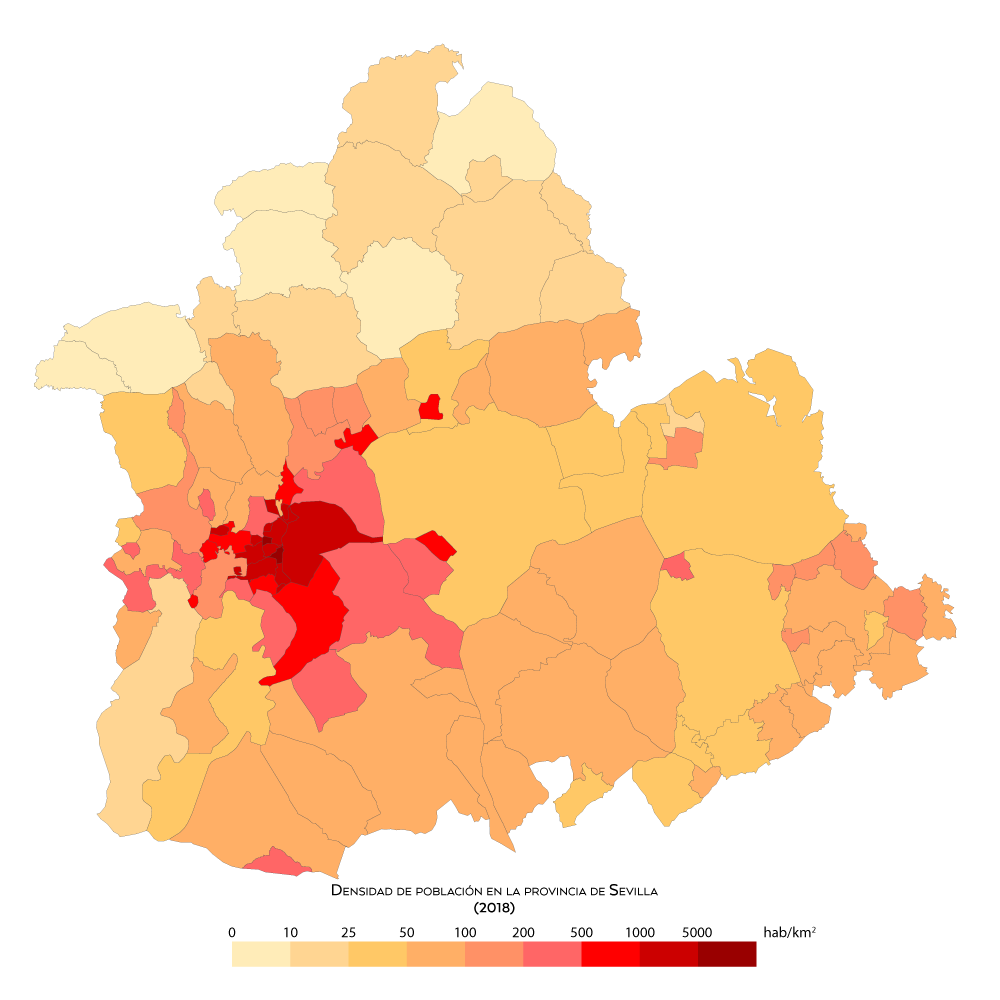
Densidad de población de la provincia de Sevilla.

El Área metropolitana de Sevilla o aglomeración urbana de Sevilla, con 1 567 491 habitantes (INE 2024) y 4962,06 km² de superficie, es la cuarta área metropolitana de España y un gran centro turístico, económico, industrial y poblacional.
El área metropolitana hispalense la componen un total de 46 municipios de la provincia de Sevilla.

## Historia
Algunos de lo núcleos urbanos del área metropolitana son ciudades dormitorio en torno a la ciudad de Sevilla. El desarrollo de la misma comienza a mediados de la década de los 70 y principio de los 80, pero el gran auge urbanístico se da en los 90 y continúa hasta nuestros días, días en los que el área metropolitana de Sevilla no deja de crecer, en población y extensión, destacando entre las ciudades dormitorio, el gran dinamismo empresarial e industrial de Mairena del Aljarafe, Bormujos, La Rinconada o el eje Montequinto-Dos Hermanas-Los Palacios y Villafranca-Utrera.

## Geografía

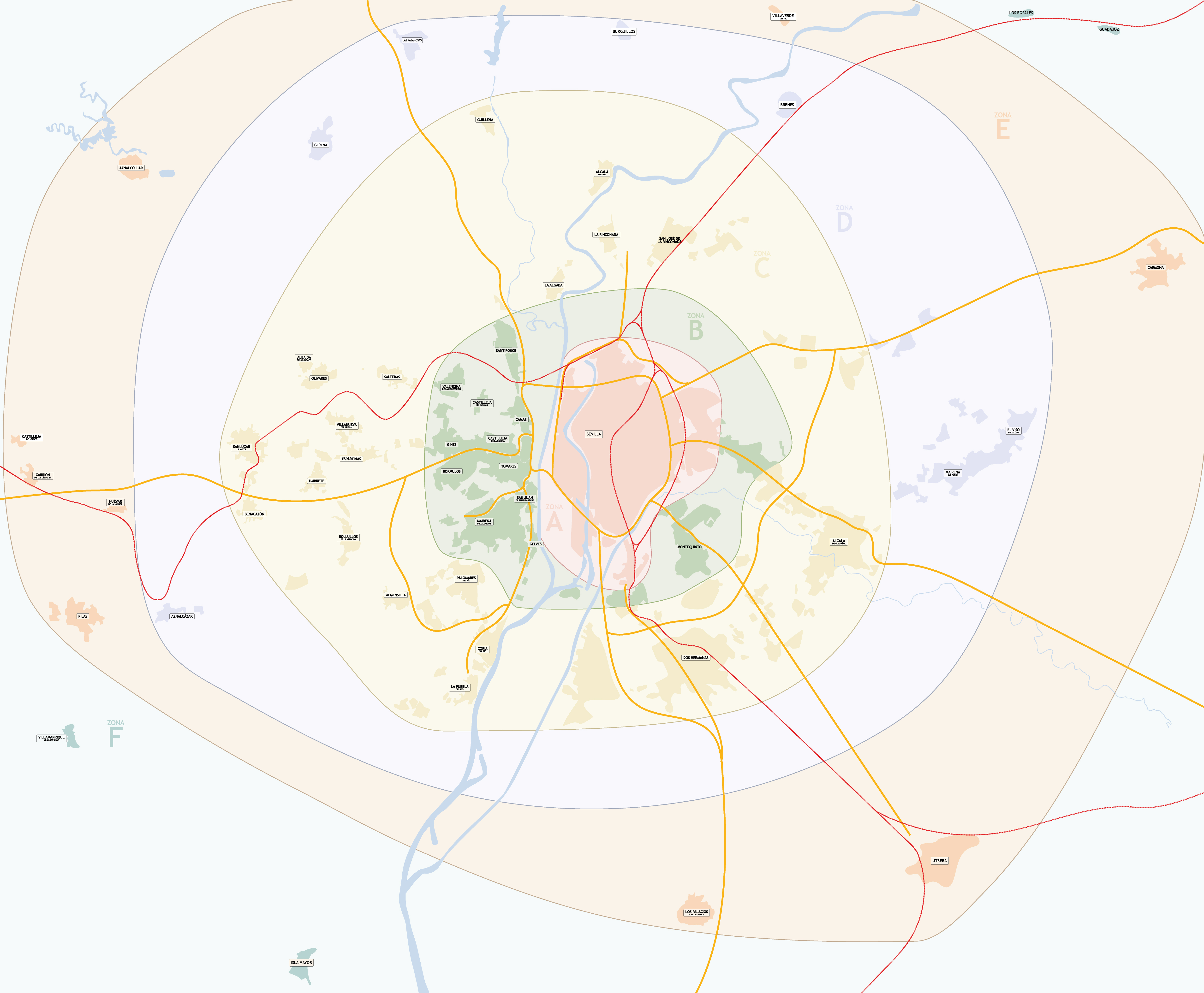
Zonas de tarificación del Consorcio de Transportes del Área de Sevilla.

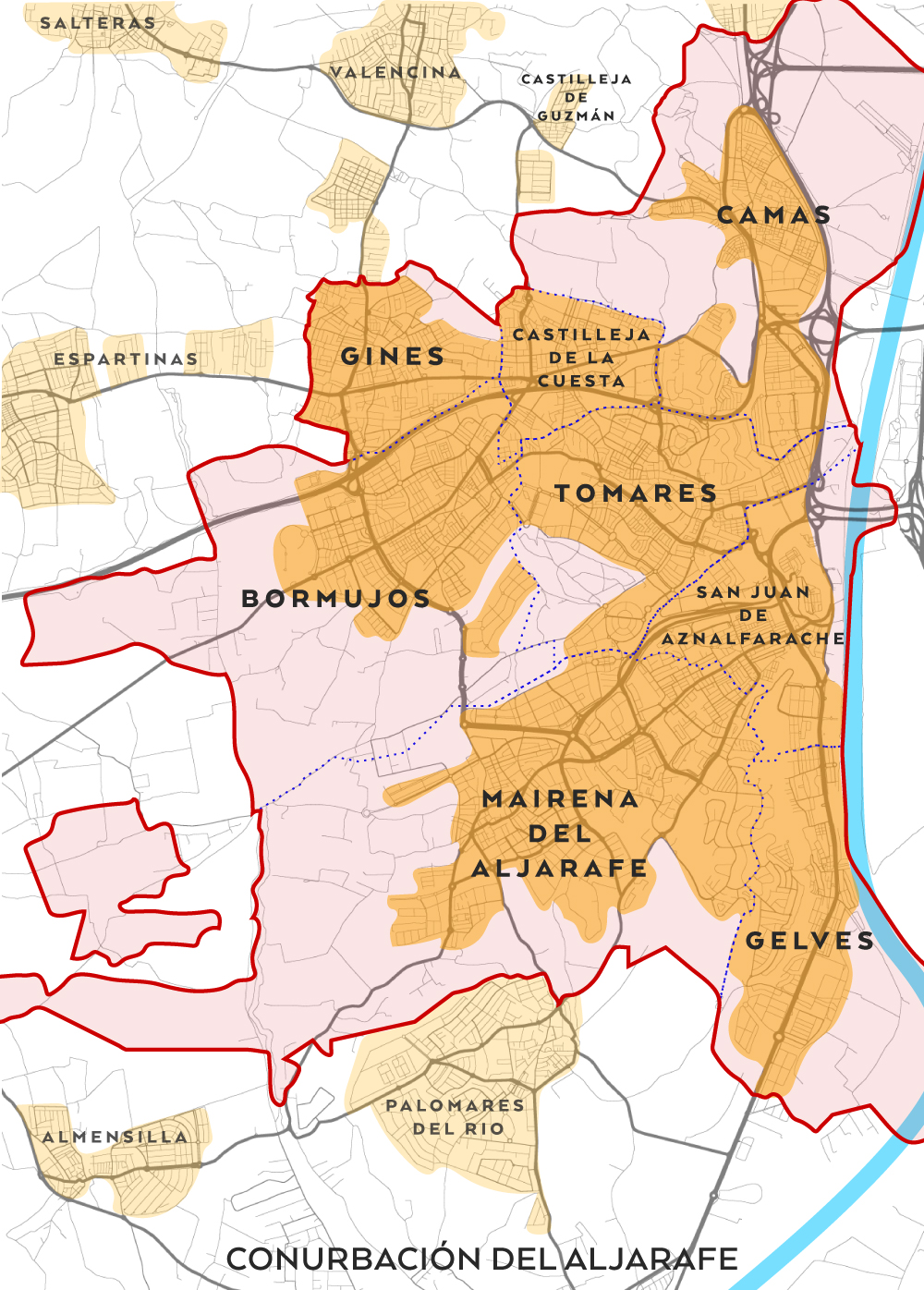
Conurbación del Aljarafe.

El área metropolitana de Sevilla abarca un total de 46 municipios. Podemos distinguir cuatro principales zonas según los puntos cardinales:
Oeste: el Aljarafe, una sucesión de pequeños municipios formando una conurbación donde los límites entre municipios no son claros, (una calle, un paseo, un puente) que rondan los 20 000-40 000 habitantes y que en su conjunto reúnen cerca de 400 000 habitantes. Los municipios más habitados y representativos de esta comarca son Mairena del Aljarafe, Tomares, Camas, San Juan de Aznalfarache, Bormujos, Bollullos de la Mitación, Espartinas, Gines, Coria del Río, Sanlúcar la Mayor, Castilleja de la Cuesta, Gelves y Pilas.
Sur: formado por el eje Montequinto-Dos Hermanas-Los Palacios y Villafranca-Utrera, que tiene más de 220 000 habitantes. Dos Hermanas es una ciudad de 135 050 habitantes, que cuenta con múltiples urbanizaciones y núcleos residenciales aislados del propio núcleo de Dos Hermanas, (el distrito completo de Quinto), y que están más próximos a Sevilla. Actualmente hay un proyecto urbanístico de gran envergadura llamado "Entrenúcleos" que unirá Quinto con Dos Hermanas. Los Palacios y Villafranca cuenta con 38 548 habitantes, y por último Utrera con 50 962 habitantes.
Este: la comarca de Los Alcores, compuesta por los municipios de Alcalá de Guadaíra, Carmona, Mairena del Alcor y El Viso del Alcor, que juntos poseen una población de unos 150 000 habitantes.
Norte: compuesta por los municipios de La Rinconada, La Algaba, Alcalá del Río, Aznalcóllar, Gerena, Guillena y Brenes, es la zona con menor desarrollo urbanístico. Tiene una población que supera los 100 000 habitantes. Los planes urbanístiscos pronostican un fuerte desarrollo demográfico y urbanístico en esta zona.
A estas cuatro zonas hay que sumarles la propia ciudad de Sevilla con unos 700 000 habitantes.

## Municipios del área metropolitana de Sevilla

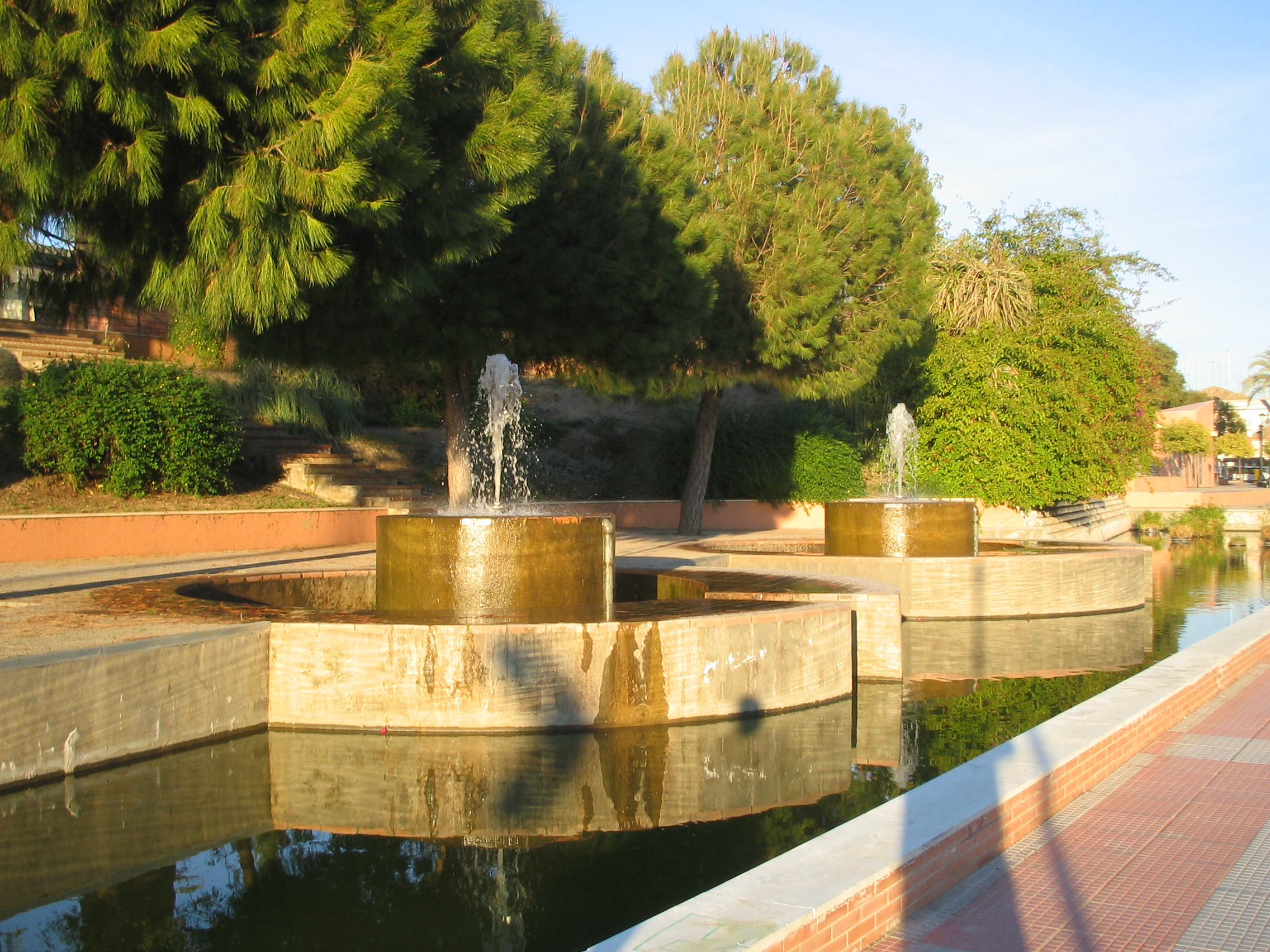
Fuentes en el Parque Centro de Alcalá de Guadaíra, tercer municipio por número de habitantes.

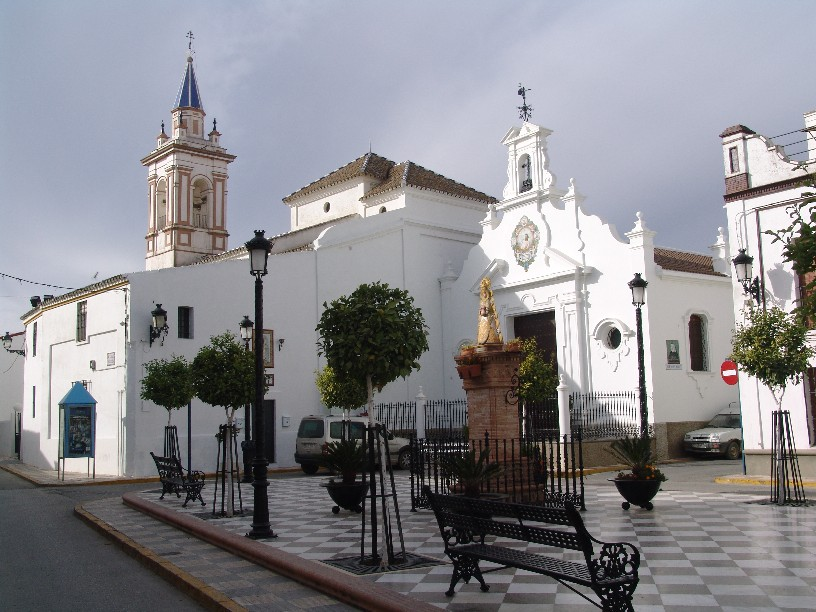
Plaza de España en Albaida del Aljarafe.

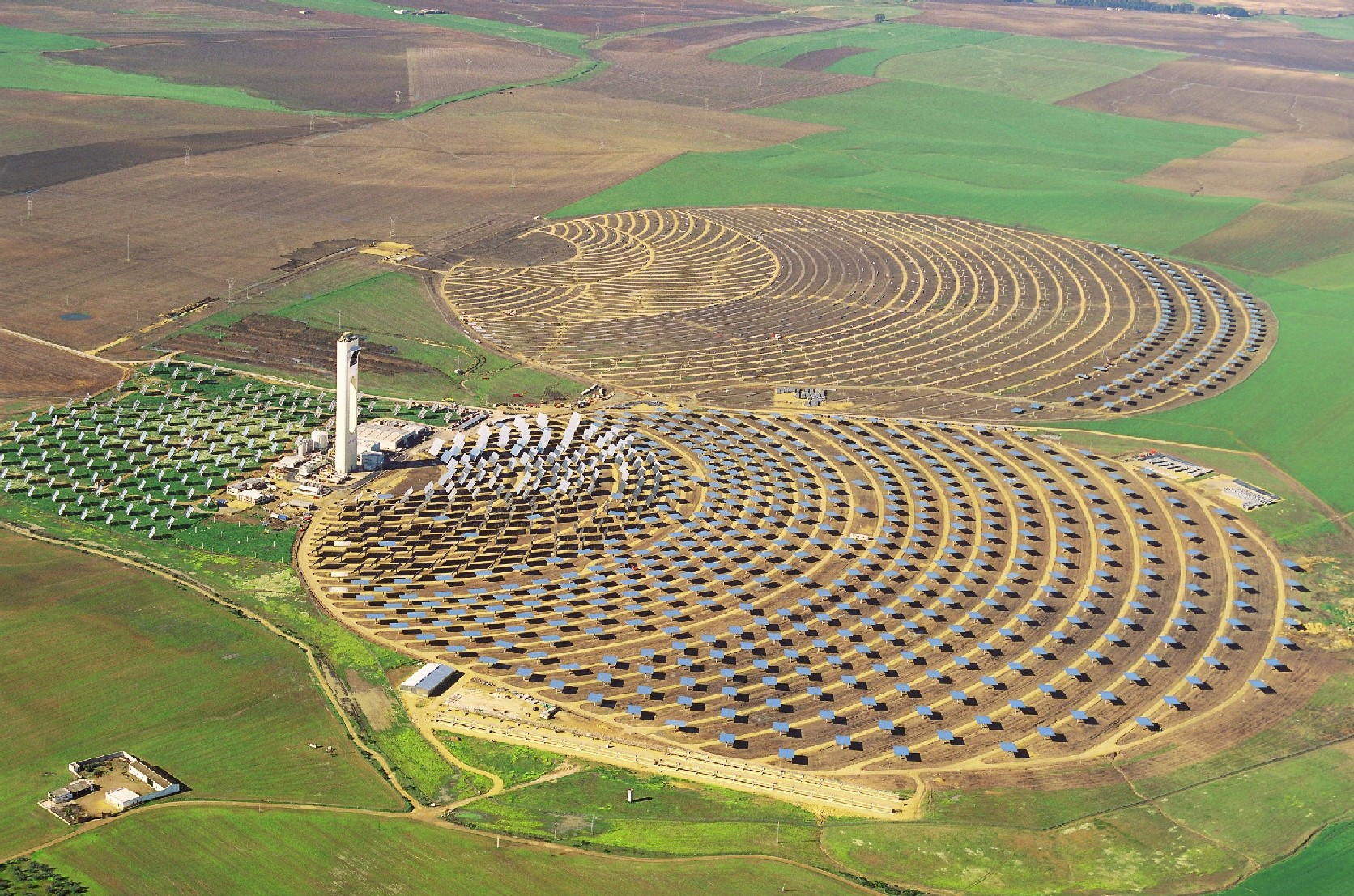
Plataforma Solar de Sanlúcar la Mayor con las plantas PS10 y PS20 en construcción.

| Municipio                   | Extensión (km²) | Población (INE 2023) | Población (INE 2024) | Densidad (hab/km²) | Renta (€) (IEA 2018) |
| --------------------------- | --------------- | -------------------- | -------------------- | ------------------ | -------------------- |
| Albaida del Aljarafe        | 10.93           | 3 254                | 3 223                | 294.9              | 18 198               |
| Alcalá de Guadaíra          | 284.61          | 76 547               | 76 922               | 270.3              | 24 925               |
| Alcalá del Río              | 81.97           | 12 288               | 12 250               | 149.4              | 20 883               |
| La Algaba                   | 17.68           | 16 618               | 16 666               | 942.6              | 21 636               |
| Almensilla                  | 14.31           | 6 537                | 6 653                | 464.9              | 23 048               |
| Aznalcázar                  | 449.84          | 4 820                | 4 886                | 10.9               | 19 645               |
| Aznalcóllar                 | 198.96          | 6 057                | 6 079                | 30.6               | 19 197               |
| Benacazón                   | 32.16           | 7 324                | 7 358                | 228.8              | 20 090               |
| Bollullos de la Mitación    | 62.36           | 11 160               | 11 251               | 180.4              | 24 729               |
| Bormujos                    | 12.17           | 22 780               | 22 970               | 1 887.4            | 30 511               |
| Brenes                      | 21.45           | 12 804               | 12 883               | 600.6              | 18 926               |
| Camas                       | 11.65           | 28 157               | 28 705               | 2 463.9            | 23 179               |
| Carmona                     | 924.11          | 29 551               | 29 871               | 32.3               | 21 013               |
| Carrión de los Céspedes     | 6.01            | 2 597                | 2 617                | 435.4              | 19 321               |
| Castilleja de Guzmán        | 2.06            | 2 874                | 2 863                | 1 389.8            | 30 309               |
| Castilleja de la Cuesta     | 2.23            | 17 167               | 17 153               | 7 691.9            | 23 619               |
| Castilleja del Campo        | 16.22           | 622                  | 620                  | 37.7               | 16 550               |
| Coria del Río               | 61.99           | 30 887               | 31 095               | 501.6              | 20 535               |
| Dos Hermanas                | 160.52          | 138 981              | 140 430              | 874.8              | 25 379               |
| Espartinas                  | 22.74           | 16 505               | 16 482               | 724.8              | 33 322               |
| Gelves                      | 8.18            | 10 388               | 10 473               | 1 280.3            | 30 092               |
| Gerena                      | 129.90          | 7 833                | 7 923                | 61.0               | 22 066               |
| Gines                       | 2.90            | 13 481               | 13 524               | 4 663.4            | 29 699               |
| Guillena                    | 226.63          | 13 682               | 14 064               | 62.1               | 22 578               |
| Huévar del Aljarafe         | 57.58           | 3 289                | 3 360                | 58.4               | 20 656               |
| Isla Mayor                  | 114.38          | 5 741                | 5 781                | 50.5               | 17 106               |
| Mairena del Alcor           | 69.72           | 24 125               | 24 238               | 347.6              | 21 829               |
| Mairena del Aljarafe        | 17.70           | 47 541               | 47 898               | 2 706.1            | 30 304               |
| Olivares                    | 102.53          | 9 427                | 9 504                | 92.7               | 19 437               |
| Los Palacios y Villafranca  | 109.47          | 38 698               | 38 757               | 354.0              | 18 888               |
| Palomares del Río           | 13.00           | 9 161                | 9 277                | 713.6              | 28 600               |
| Pilas                       | 45.94           | 14 052               | 14 105               | 307.0              | 17 432               |
| La Puebla del Río           | 374.73          | 11 862               | 11 871               | 31.7               | 20 405               |
| La Rinconada                | 139.48          | 40 162               | 40 529               | 290.6              | 21 409               |
| Salteras                    | 57.46           | 5 627                | 5 580                | 97.1               | 25 168               |
| San Juan de Aznalfarache    | 4.11            | 22 472               | 23 090               | 5 618.0            | 23 028               |
| Sanlúcar la Mayor           | 135.41          | 14 172               | 14 375               | 106.2              | 22 062               |
| Santiponce                  | 8.42            | 8 539                | 8 625                | 1 024.3            | 21 659               |
| Sevilla                     | 141.31          | 684 025              | 687 488              | 4 865.1            | 30 026               |
| Tomares                     | 5.17            | 25 374               | 25 488               | 4 907.2            | 34 187               |
| Umbrete                     | 11.90           | 9 376                | 9 394                | 789.4              | 21 535               |
| Utrera                      | 684.26          | 51 718               | 52 173               | 76.2               | 21 338               |
| Valencina de la Concepción  | 25.14           | 8 029                | 8 080                | 321.4              | 31 601               |
| Villamanrique de la Condesa | 57.67           | 4 640                | 4 677                | 81.1               | 15 290               |
| Villanueva del Ariscal      | 4.70            | 6 814                | 6 938                | 1 476.2            | 20 701               |
| El Viso del Alcor           | 20.40           | 19 265               | 19 310               | 946.6              | 19 173               |
| Total                       | 4962.06         | 1 557 023            | 1 567 491            | 315.9              | 26 604               |

## Política
La mayor parte de los municipios del área metropolitana de Sevilla están gobernados por el PSOE, seguido por PP, e IULV-CA.[cita requerida]
La Junta de Andalucía es la administración que articula las políticas comunes metropolitanas, como el urbanismo o el transporte.

## Transporte público

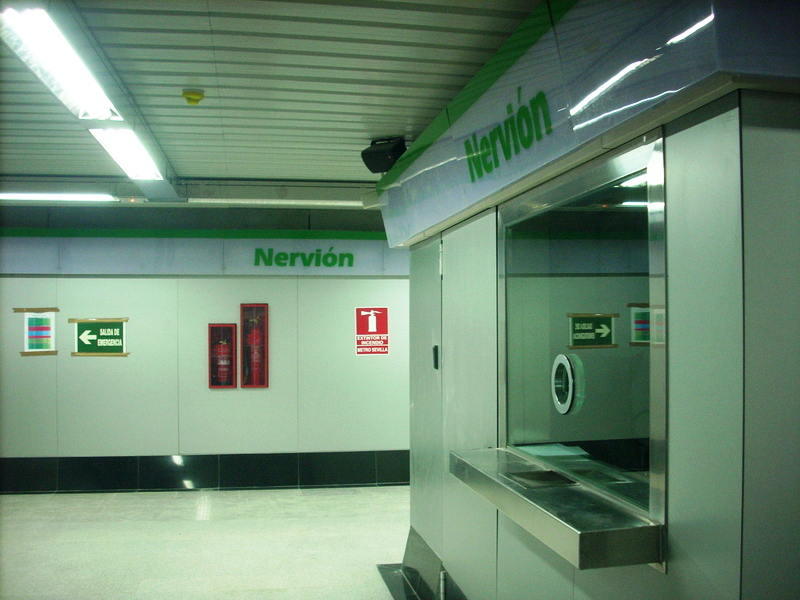
Nervión, una de las estaciones del Metro de Sevilla.

Uno de los grandes problemas de esta zona es la comunicación con la capital, por lo que se estableció la mejora de las vías de acceso, y se ha tratado de fomentar el transporte público, con bastante éxito en algunos municipios, entre ellos, Bollullos de la Mitación, Dos Hermanas y Los Palacios y Villafranca, con excelentes combinaciones. 
Otro de los problemas es la centralización del transporte público, el cual obliga en la mayoría de las ocasiones a pasar por la capital para viajar a municipios vecinos.
El transporte público se articula mediante el Consorcio de Transportes del Área de Sevilla.
Otra de las infraestructuras de gran importancia es el Metro de Sevilla. Su primera línea se divide en tres tramos y abarca los municipios de Mairena del Aljarafe (Ciudad Expo y Cavaleri), San Juan de Aznalfarache (San Juan Alto y San Juan Bajo), Sevilla y Montequinto (Dos Hermanas). 
También se construirá una línea de carácter tranviario en el Aljarafe, que unirá varias poblaciones de esta comarca y estará comunicada con la primera línea del Metro de Sevilla. Tendrá cuatro tramos, el primero saldrá de Mairena del Aljarafe y llegará a Coria del Río, el segundo unirá Mairena del Aljarafe con Bormujos, el tercero irá desde Bormujos a Tomares y a San Juan de Aznalfarache y el cuarto unirá Bormujos con Valencina de la Concepción. Es interesante ver la información completa en el artículo del Metro de Sevilla.